# حسن باوندی
فخرالدوله حسن بن کیخسرو یا حسن دوم باوندیواپسین اسپهبد سلسلهٔ باوندیان تبرستان بود که با مرگ وی در ۲۱ آوریل ۱۳۴۹ میلادی دودمان باوند منقرض شد. از مهم‌ترین اتفاقات در دوران حکومت وی جنگ با سربداران و جنگ‌های دو خاندان چلاویان و جلالیان بود.

## دوران حکومت
آخرین اسپهبد مستقل سلسلهٔ باوندیان حسن‌بن‌کیخسرو بود که پس از مرگ برادرش، به اسپهبدی باوندیان منصوب شد. در زمان رهبری وی امیرمسعود سربدار رهبری سربداران را برعهده داشت و قدرت بسیاری یافته‌بود چنانچه قلمروش به خراسان و تبرستان تجاوز نموده‌بود. بعد از مرگ حسن جوری، امیرمسعود به جنگ تغاتیمور رفت که این جنگ در نزدیکی مرزهای مازندران بود و لشکر تغاتیمور در گرگان شکست خورد. تغاتیمور فرارکرده و به فخرالدوله پناه برد.
امیرمسعود به همین بهانه به باوندیان دستور فرمانبری داد و چون پاسخی سزاوار خود نشنید، در سال ۱۳۴۲ میلادی به آمل حمله کرد. فخرالدوله‌حسن باوندی و جلال‌الدوله اسکندر پادوسبانی به کمک یکدیگر به امیرمسعود حمله کردند. بعد از جنگ‌های سختی که درگرفت.
سرانجام کیاجمال‌الدین احمد جلال برای انحراف امیرمسعود به اردوی وی رفت و در این راه کشته شد، امیرمسعود نیز شکست خورد و به دستور جلال‌الدوله اسکندر پادوسبانی به قتل رسید.
پس از واقعهٔ امیرمسعود سربدار، بیماری وبا در آمل رشد یافت و بسیاری از بزرگان خاندان باوندیان و زن و فرزندان فخرالدوله درگذشتند. اندکی بعد نیز فخرالدله‌حسن با مشورت غمازان، کیاجلال را که از ارکان دولت او بود کشت.
فرزندان کیاجلال از بیم فخرالدوله به جلال‌الدوله اسکندر پناه بردند و پادشاه پادوسبانیان برای جنگ ارتشی فراهم نمود. از سوی دیگر، فخرالدوله با کیاافراسیاب چلاوی، دشمن دیرینه کیاییان جلالی، متحد شد و اختیارات مملکتی را به او داد. به همین سبب خلل در ارکان دولت افتاد و هرج‌ومرج زیاد شد.
اما فخرالدوله که تاب پایداری در برابر ارتش پادوسبانیان را نداشت، به خدمت او رفت و صلح خواست و با کیاییان جلالی سازش نمود. این کار موجب خشم چلاویان شد و افراسیاب چلاوی به نیرنگ، فتوای قتل فخرالدوله را از علمای آمل گرفت. سرانجام در ۲۷ محرم ۷۵۰ قمری برابر ۲۱ آوریل ۱۳۴۹ میلادی یکی از پسران افراسیاب به نام محمدکیا، فخرالدوله حسن را با خنجرش در گرمابه به قتل رساند.
با مرگ او سلسلهٔ آل‌باوند به کلی منقرض شد. فرزندان فخرالدوله به نام‌های شرف‌الملوک، شاه‌غازی، شمس‌الملوک و ملک کاووس به جلال‌الدوله اسکندر امیر پادوسبانیان پناه بردند و او تلاش نمود تا حکومت آل‌باوند را دوباره پایدار کند و پسران فخرالدوله را به حکومت برساند. اما از سپاه افراسیاب چلاوی که در آمل حکومتی پایه‌گذاری کرده بود، شکست خورد و کوشش‌های او به جایی نرسید.